# 高須村 (広島県)
高須村（たかすむら）は、広島県沼隈郡にあった村。現在の尾道市の一部にあたる。

## 地理
- 海洋：瀬戸内海
- 河川：藤井川（元木頃川）[2]

## 歴史
- 1889年（明治22年）4月1日、町村制の施行により、沼隈郡高須村が単独で村制施行し、高須村が発足[1][2]。高須村、山波村の町村組合を結成し高須村に役場を置く[2]。
- 1915年（大正4年）大暴風雨で大きな被害を受けた[2]。
- 1955年（昭和30年）2月1日、尾道市に編入され廃止[1][2]。

### 地名の由来
当地に鎮座した八幡宮を中心にその社領が荘園化したため。

## 産業
- 農業、畳表、花筵、養蚕、漁業[2]

## 名所・旧跡
- 高須八幡神社[2]